# 사노 미노루 (피겨스케이팅 선수)
사노 미노루(일본어: 佐野 稔, 1955년 6월 3일~)는 일본의 피겨스케이팅인이다. 1977년 세계 선수권 대회에서 동메달을 획득했고 전일본 선수권 대회에서 5연패(1972~1976)를 달성했다.

## 경력
사노는 1972-73 시즌에 처음으로 전일본 선수권 대회에서 우승했다. 그는 오스트리아 인스부르크에서 열린 1976년 동계 올림픽에서 일본 국가대표로 참가하여 9위를 했다. 
1977년 도쿄에서 열린 1977년 세계 선수권 대회에서 동메달을 획득했다. 이는 일본 선수가 국제 스케이팅 대회에서 최초로 메달을 획득한 순간이다. 
1977년 현역에서 은퇴하고 프로로 전향했다.